# Herbert H. Turner
Herbert Hall Turner (* 13. August 1861 in Leeds; † 20. August 1930 in Stockholm) war ein britischer Astronom und Seismologe.
Turner arbeitete neun Jahre als Hauptassistent am Royal Greenwich Observatory. 1893 übernahm er den Savilian Chair of Astronomy in Oxford. Im Jahr 1897 wurde er in die Royal Society gewählt. Seit 1908 war er korrespondierendes Mitglied der Académie des sciences.
Er prägte den Begriff „Parsec“.
1927 wurde er mit der Bruce Medal ausgezeichnet. Der Mondkrater Turner sowie der Asteroid (1186) Turnera wurden nach ihm benannt.